# Georges Rouault
Georges Rouault (ur. 27 maja 1871, zm. 13 lutego 1958) – francuski malarz działający w nurcie fowizmu.

## Życiorys
Rouault urodził się w Paryżu w biednej rodzinie. Jego matka popierała zamiłowanie syna do sztuki, dzięki czemu w 1885 roku 14-letni Rouault zaczął uczyć się i pracować jako asystent w warsztacie restauratora witraży kościelnych (do 1890 roku). Ten początkowy okres nabierania doświadczeń miał znaczący wpływ na rozwój jego stylu. Wywodzić można z niego późniejszą tendencję do używania grubych kresek i podłużnych, niewyraźnych, miękkich kształtów, a także wczesne religijne motywy jego dzieł.
W tym samym czasie Rouault uczęszczał na wieczorne zajęcia w École des Arts Décoratifs, a następnie, od 1891 roku, rozpoczął studia na École des Beaux-Arts w Paryżu, najważniejszej uczelni artystycznej we Francji. Początkowo był uczniem neoklasycysty Jules-Élie Delaunay, od 1891 jego mentorem był Gustave Moreau. W pierwszych dziełach młodego Rouaulta widać wpływ symbolizmu reprezentowanego przez Moreau. Kiedy Moreau zmarł w 1898, Rouault został kuratorem Muzeum Moreau w Paryżu.
Rouault był artystą bardzo religijnym, podejmowane przez niego od początku twórczości tematy związane z chrześcijaństwem inspirowane były nie tylko przez kościelne witraże, ale też przez dzieła Leonardo da Vinci, Rembrandta van Rijn czy Francisca Goi. Około 1900 roku zwrócił swoje zainteresowania, podobnie jak wcześniej Edgar Degas i Henri de Toulouse-Lautrec, ku wątkom obyczajowym i światu prostytucji. Malował je szczególnie sugestywnie, oddając psychiczną brzydotę i moralną nędzę tego środowiska.
Około 1905 roku zbliżył się do ruchu fowistów. Znał nie tylko Henriego Matisse’a, uważanego za naczelnego twórcę tego kierunku, ale też m.in. Alberta Marqueta, Henriego Manguina i Charlesa Camoina.
W 1910 artyście przypadła w udziale indywidualna wystawa w paryskiej Galerie Druet, w 1913 nawiązał kontakt z handlarzem sztuki Ambroise Vollardem, który wykupił wszystkie obrazy z jego atelier, a w 1917 stał się jego wyłącznym przedstawicielem.
Z czasem sztuka Rouault traciła na agresywności. Około 1910 często malował sceny z sądu, jednocześnie jego styl stał się spokojniejszy, a pociągnięcia pędzla szersze. Głównym medium artysty staje się wtedy olej, prace nabierają monumentalności, statyczności, prostej formy.
Od 1917 z kolei artysta zwraca się przede wszystkim ku grafice, ok. 1930 dominuje w jego pracach znów inny temat – pejzaże.
W tym czasie (ok. 1930) Rouault przebywa w Szwajcarii, wystawia w Londynie, Monachium, Nowym Jorku i Chicago; w 1945 ma miejsce retrospektywa jego prac w nowojorskim Museum of Modern Art.
Zdarzenia II wojny światowej stają się dla artysty inspiracją do dalszej pracy nad cyklem pasyjnym Miserere, z którego pochodzi m.in. Homo homini lupus (1954).
Kilka z jego prac pokazanych zostaje w Kassel na wystawie documenta 1 (1955) i pośmiertnie na documenta 2 w 1959 roku.
Rouault był niezwykle krytyczny wobec własnej sztuki, w 1948 spalił 300 swych płócien, które uznał za niedoskonałe.

## Dzieła (wybór)
- Samson (1893)
- Klown tragiczny (1904)
- Trzej sędziowie (1913)
- Głowa Chrystusa (1937-1938)
- Ukrzyżowanie (ok. 1939)
- Koniec jesieni (1948-1952)
- Zmierzch (1952)